# واب‌ستو
واب‌ستو (به انگلیسی: Warbstow) یک روستا و محله مدنی در بریتانیا است که در کورنوال واقع شده‌است. واب‌ستو ۵۶۹ نفر جمعیت دارد.